# Conservatorio de San Martín
El Conservatorio de Música de Gral. San Martín "Alfredo Luis Schiuma", dependiente de la Dirección General de Escuelas de la Provincia de Buenos Aires, es una escuela pública, y es el único establecimiento que otorga título oficial de profesor de música en distintas especialidades en el radio de los partidos de San Martín y Tres de Febrero: los conservatorios más cercanos se encuentran en Morón y en Vicente López.

## Características
El Conservatorio tiene una matrícula que oscila entre 1400 y 1600 alumnos, y cuenta con 130 profesores y 14 preceptores. Cursan estudiantes no sólo de la zona, sino también de Escobar, José C. Paz, San Miguel, Hurlingham, Ciudad de Buenos Aires, etc. 
En el conservatorio ingresan chicos a partir de los 9 años. Las Carreras están pensadas para todos los instrumentos de orquesta además de piano, guitarra y canto. Estos son: violín, viola, chelo, contrabajo, flauta, oboe, clarinete, fagot, saxo, trompeta, corno, trombón, bandoneón, percusión.
El conservatorio posee un ciclo de Formación Básica (FOBA/FOCA) de 3 años (jóvenes y adultos a partir de los 14 años) y 6 años (Niños y niñas a partir de los 9 años). Conluida la FOBA/FOCA  se da el ingreso al ciclo superior que cuenta con profesorados de música y tecnicaturas (todas con una duración de 4 años). Entre estas se puede escoger continuiar con la especialidad del instrumento u optar por  Dirección Coral o Educación Musical. Actualmente la institución  cuenta con organismos estables como el ensamble de percusión (Prof Glocer), coro institucional (Mto. Daniel Rollano), la orquesta institucional (Mtro. Diego Licciardi) y Schiuma Coral (coro de cámara de la cátedra de dirección coral) que cuenta como referente a la Mta . Natalia Iarusso.
Actualmente el Conservatorio de Música de San Martín, funciona en tres sedes. La Sede principal sobre  la calle San Lorenzo 2381, un anexo en Tucumán 2158 y otro en la Escuela Nº18 en calle Pueyrredón y Félix Ballester. Desarrolla su actividad en tres turnos mañana, tarde y vespertino. Desde su fundación  se viene reclamando por la concretación de un edificio propio con condiciones dignas y aptas que un conservatorio de música requiere. Desde los organismos municipales de General San Martín  y provinciales de Buenos Aires surge compromiso con la construcción de un polo educativo que englobe a la Escuela de Artes Visuales "Antonio Berni", el ISFD° 113 y el Conservatorio. Estas promesas nunca terminan de concretarse.

### Docentes
Algunos de los docentes del Conservatorio de San Martín son:
- Eduardo Ehrenbrandtner, Viola, lenguaje musical CMII,III Y FOBA I.
- Sonia Brounstein, Lenguaje musical, Didáctica de la Educación Musical, realización musical escénica, trabajo corporal.
- Jorge Gribo, Taller de folklore musical Argentino,  Taller de música popular Latinoamericana, Producción y análisis musical 1 y 2
- Silvia Abruzzese, Lenguaje musical
- Natalia Iarusso, Dirección coral, práctica docente de educación musical, canto y dirección coral.
- Daniel Rollano, Taller de Música Popular, práctica coral y práctica de conjunto vocal e instrumental.
- Jessica Cavallo,Piano e historia I y III.
- Graciela Burgos, piano.
- Román Lazzaretti, piano.
- Nicolás Greco, guitarra.
- Enrique Andreola,guitarra armónica.
- Armando Picciuoli, oboe.
- Agostina Fischy, piano, lenguaje musical y elementos técnicos.
- María Cristina Zuccalá, canto
- Mariela Schemper, canto.
- Lorena Ienni, lenguaje musical.
- Gretel Cortés, piano, pianista acompañante.
- Liliana Thiery práctica coral.